# 898

## Догађаји
- Википедија:Непознат датум — Владавина династије Абасида у Багдаду.

- 1. јануар – Краљ Одо Париски умире у Ла Феру (Северна Француска) после десетогодишње владавине. Његов ривал, 18-годишњи Карло III Безазлени у Лаону, стиче суверенитет и постаје владар (без стварног ауторитета) Краљевине Западне Франачке. Тиме је окончан петогодишњи грађански рат између франачких племића.
- Лето – Адалберт II, маркгроф Тоскане, устаје (коју је потиснула његова жена Берта) против свог рођака, цара Ламберта II. Тосканска војска наставља против ломбардске престонице Павије. Ламберт са својим снагама код Маренга побеђује Адалберта код Борго Сан Донина, одводећи га, као заробљеника, у Павију.
- 15. октобар – Ламберт в умире од пада са коња током лова — или је убијен (вероватно су га убили присталице Магинулфа од Милана). Након смрти Ламберта, његов ривал Беренгар I добија признање као краљ Италије. Ослобађа Адалберта II и добија почаст од италијанских племића.
- Краљ Алфред Велики поставља свог најстаријег сина Едварда Старијег за сувладара Весекса у припреми за његово ступање на енглески престо.
- Јануар – Папа Јован IX је посвећен и наслеђује папу Теодора II као 116. римски папа. Његов ривал папа Сергије III (сполетански савезник Ламберта II) је екскомунициран и налази се уточиште на двору Адалберта II.
- Папа Јован IX одржава саборе у Риму и Равени са намером да рехабилитује покојног папу Формоза. Он осуђује кадаверски сабор покојног папе Стефана VI и враћа свештенике које је збацила Стефанова фракција.

## Смрти
- 1. јануар — Одо Париски, француски краљ (*860.)